# El Meüll
El Meüll és un poble del municipi de Castell de Mur, al Pallars Jussà, dins de l'antic terme de Mur.
És a la zona de ponent de l'antic terme de Mur, al nord-oest de l'actual de Castell de Mur. No té accés directe amb la resta de pobles del seu municipi, car per arribar-hi cal anar a Fígols de Tremp, a la carretera de Tremp al Pont de Montanyana, i seguir el Camí del Meüll cap al sud-oest, que mena al Meüll i a Castellnou de Montsec i la Clua.

## Etimologia
Com indica Joan Coromines, el Meüll és un topònim d'origen cèltic; a partir d'una arrel indoeuropea (la mateixa que dona mots com ara mig o medi), aquest topònim cèltic apareix sempre en petits nuclis de població que queden en posició intermèdia entre nuclis més importants (en aquest cas serien Mur i Castellnou de Montsec).

## Geografia

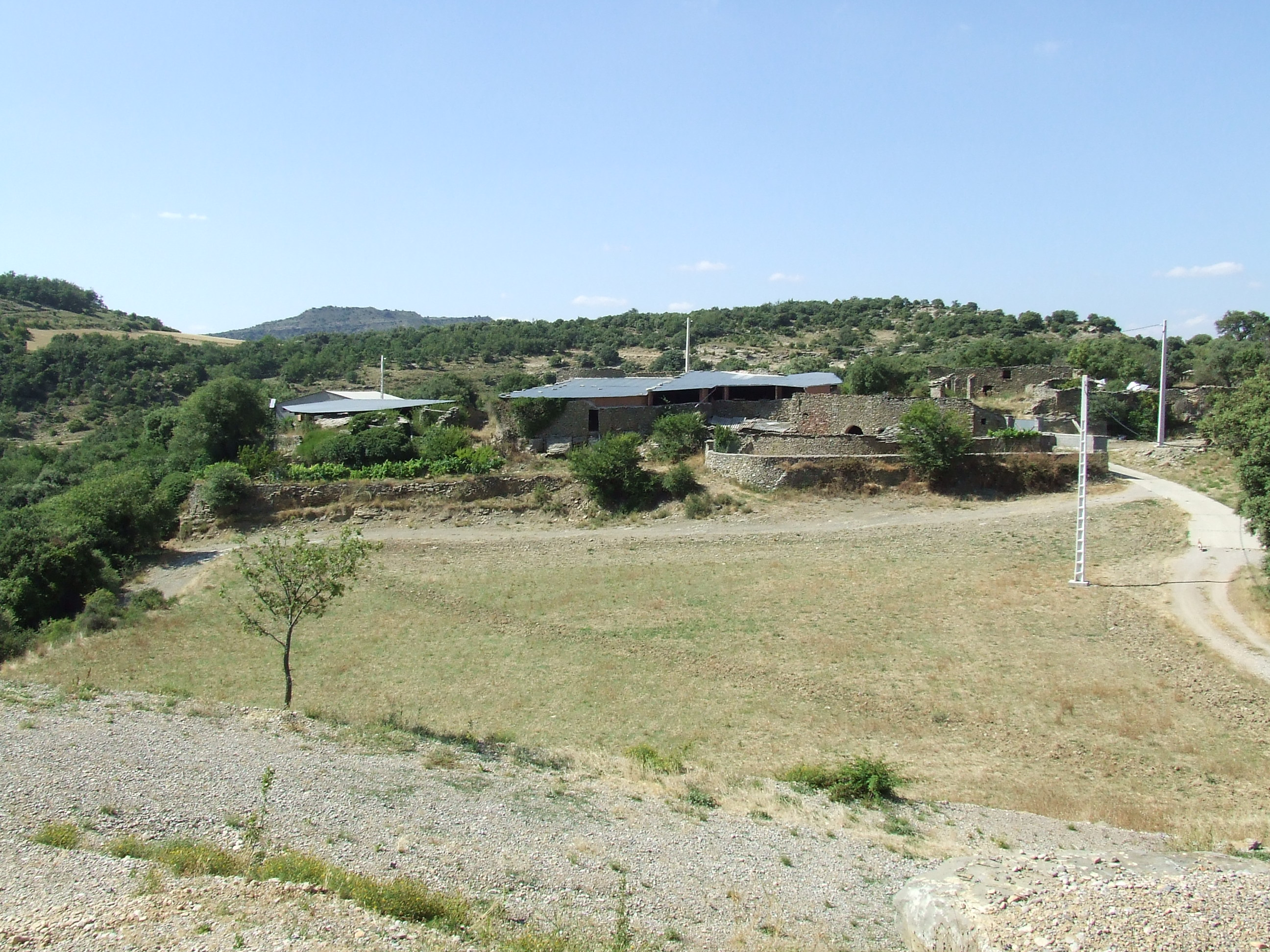
La Masia del Castell, del Meüll

El Meüll està situat en una carena, la que enllaça la Serra de Meüll, al sud-est del poble, amb los Tossalets i el Tossal de les Barranques, i constitueix tot el sector occidental de l'antic terme de Mur. A ponent del poble s'obren les valls dels barrancs del Meüll i d'Eloi, que, quan s'ajunten, formen el barranc del Coscó, i a llevant, la de la llau del Romeral, que davalla cap a Vilamolat de Mur.
El poble del Meüll està envoltat de fonts, per la qual cosa no li mancava el subministrament d'aigua. Entre el Castell del Meüll i la Masia del Castell hi ha la Font de la Vila; sota i a llevant del Castell, la Font del Meüll, un xic més avall, la Font del Bessó i bastant més avall, la Font Freda; al sud-est del poble hi ha la partida dels Pous, que indica amb el topònim la presència d'aigua, i un xic al sud-est d'aquesta partida, la Font de l'Hort de la Rosa, on hi havia hagut Casa la Rosa, a llevant de la Censada de Sellamana.
Al sud-oest del poble hi ha els antics camps de conreu immediats a les cases, en el lloc anomenat Trossos del Castell.
S'arriba al Meüll pel Camí del Meüll, que prové de la carretera C-1311 prop de Fígols de Tremp, i en surten cap al nord-oest el Camí del Mas de Condó, cap a ponent, fent fortes ziga-zagues, el Camí del Mas de l'Hereu, cap al sud-oest el Camí de Castellnou i cap al sud-est, el Camí de la Serra. D'altres camins solquen els diferents indrets que havien constituït el poble dispers del Meüll, com els diversos camins que enllacen els antics masos del terme, la major part dels quals són actualment en estat d'abandonament, i els indrets preeminents del Meüll: Camí del Coscó, Camí del Mas de Falset, Camí del Mas de l'Hereu, Camí de Purredó, etcètera.

## El poble del Meüll

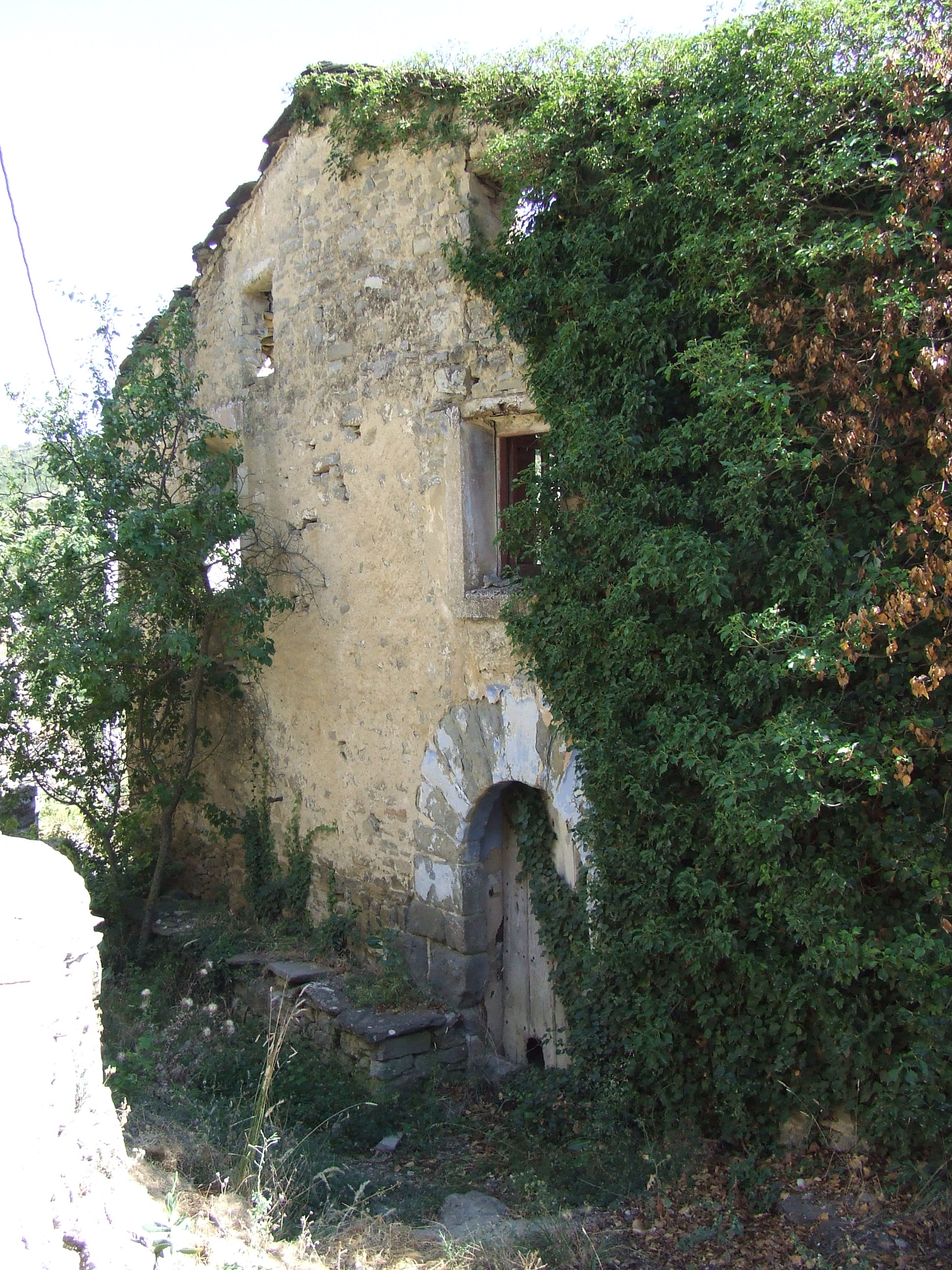
Una casa del Meüll

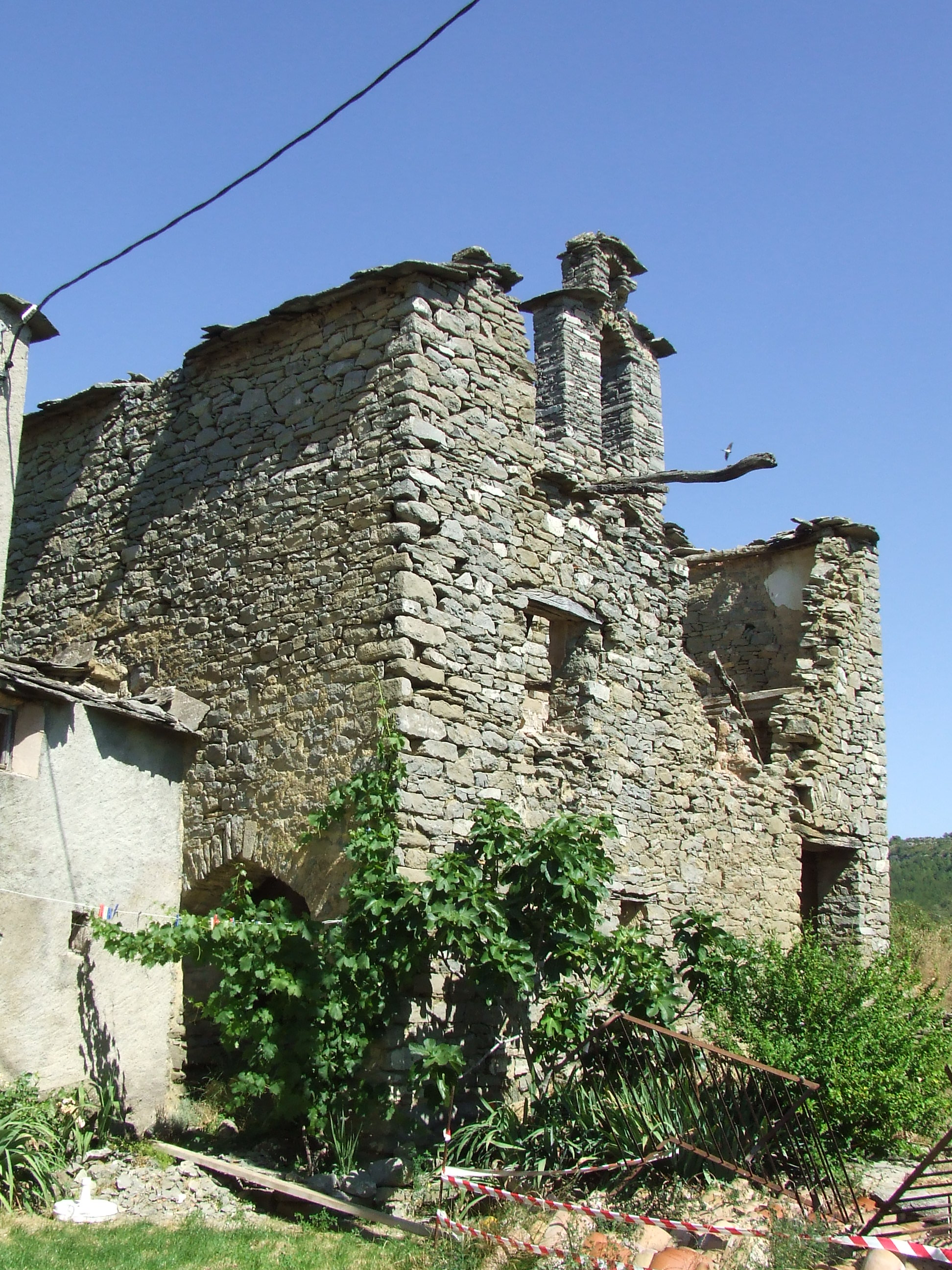
Sant Martí del Meüll. Façana de ponent

A més del Castell del Meüll, que culmina el nucli vell, el poble té església pròpia; era sufragània de Santa Maria de Mur. Es tracta de l'edifici romànic de Sant Martí. Formaven part del poble tot de masies disperses per les valls dels voltants, com Casa Farmicó i Sellamana, a la vall del barranc de la Mulla, la Casa Cumons, el Mas de Condó, el d'Eloi, el de Falset, el de l'Hereu, les desaparegudes Casa la Rosa i Casa Sallamana i d'altres.

## Història

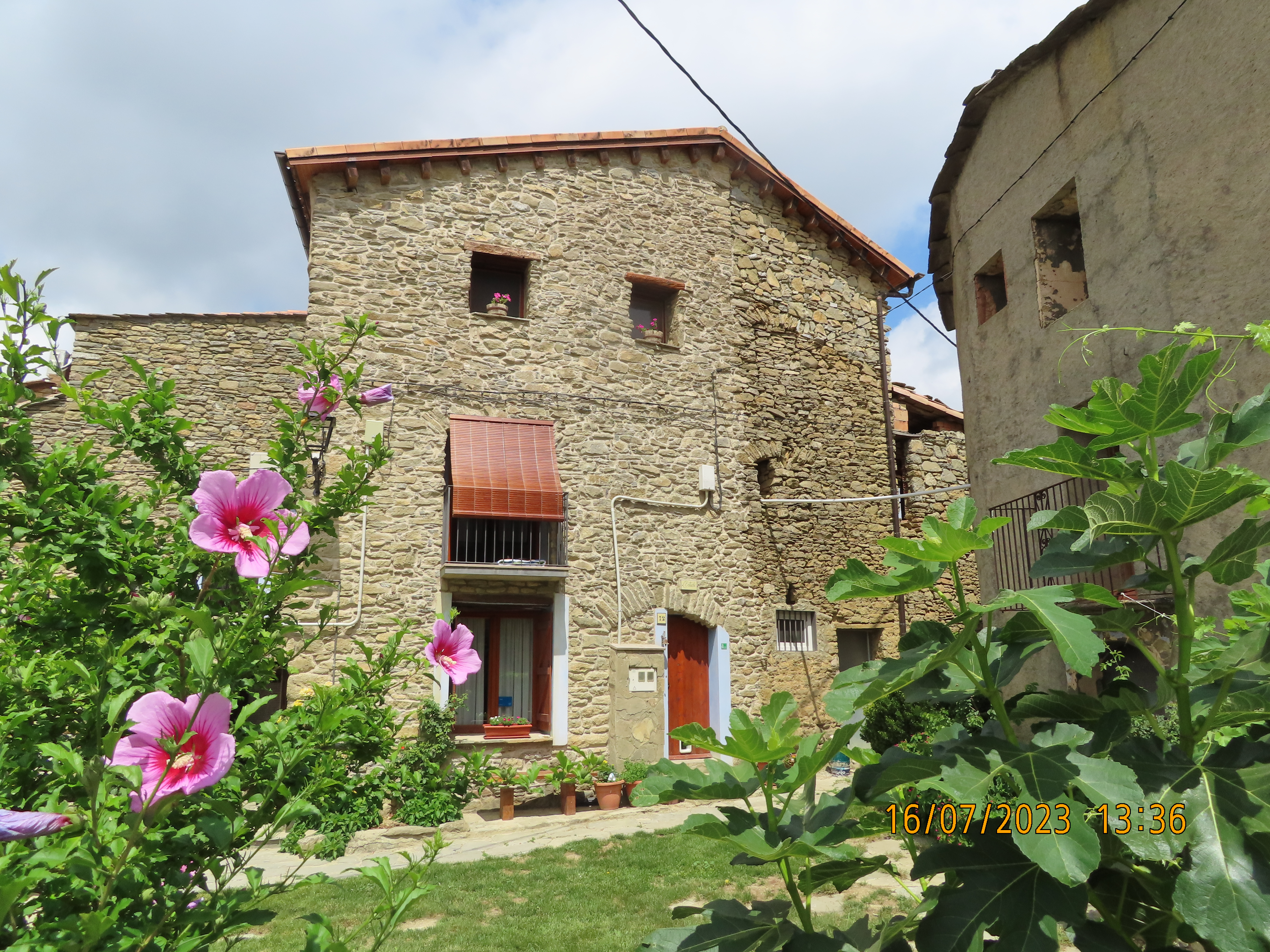
Antiga escola del poble, ja recuperada. Encara es conserven a dins les antigues pintures fetes per la mestra, anys 30-40

En el cens del 1359 apareix dins de la Vegueria de Pallars, amb 3 focs (uns 15 habitants), dins del senyoriu de Berenguer d'Artús. El 1831 en consta el senyoriu en mans de N. Serra i Sala. Vers el 1900 constaven al Meüll 24 edificis, amb 54 habitants. El 2007 consta com a despoblat.
El Meüll tingué ajuntament propi des del 1812 fins a la reestructuració municipal forçada per la nova llei d'ens local del 1847, on es posava el llindar de 30 veïns (cap de casa) per poder mantenir ajuntament propi. S'havia creat com a aplicació dels preceptes emanats de la Constitució de Cadis, i se suprimí, afegint-lo al de Mur el 1847.
Pascual Madoz descrivia aquest poble, dient que és dalt d'un turó a ponent de Tremp, en un lloc ben ventilat i de clima sa. El Meüll tenia en aquell moment 14 cases; 9 de reunides i 5 d'esparses: les dues d'Auberola, les dues del Mas de l'Hereu i la de Condó. El terreny és de secà, muntanyós, àrid, trencat i aspre, i s'hi cull blat, ordi, patates, poc vi i molt poc oli. S'hi crien ovelles i cabres, tot i que, precisa, que els animals no són dels habitants del Meüll, que són molt miserables. Hi ha caça de conills i perdius, i hi ha llops. El poble tenia 3 veïns (caps de família) i 20 ànimes (habitants).